# Oudh and Tirhut Railway
| Oudh & Tirhut Railway            | Oudh & Tirhut Railway |
| -------------------------------- | --------------------- |
| Wappen der Oudh & Tirhut Railway |                       |
| Streckenlänge:                   | 1943: 4466 km         |
| Spurweite:                       | 1000 mm (Meterspur)   |
|                                  |                       |

Die Oudh and Tirhut Railway (später Oudh Tirhut Railway) war eine Eisenbahngesellschaft in Indien und entstand am 1. Januar 1943 durch Fusion der beiden von der indischen Regierung übernommenen Eisenbahngesellschaften Bengal and North Western Railway und Rohilkund and Kumaon Railway, mit den beiden bereits zuvor staatlichen Gesellschaften Lucknow-Bareilly State Railway und Tirhut State Railway.
Das Unternehmen wurde nach der von der indischen Regierung 1926 eingeführten Indian Railway Classification als Eisenbahn der Klasse I eingestuft.
1952 ging sie zusammen mit der Assam Railway und einem Teil der Bombay, Baroda and Central India Railway in der neugegründeten regionalen North Eastern Railway auf.